# Кубок Федерации футбола Таджикистана
Кубок Федерации футбола Таджикистана (Кубок ФФТ) (тадж. Ҷоми Федератсияи футболи Тоҷикистон) — футбольный турнир в Таджикистане, организуемый Федерацией футбола Таджикистана. Проводится с 2012 года. Турнир является преемником Мемориала Рустама Долтабаева. Традиционно проводится с середины января до середины февраля, в преддверии нового сезона Чемпионата Таджикистана.

## Пред-история
Датой начало турнира, смело можно считать 1977 год. И благодаря климатическим и погодным условиям Таджикистана, этот турнир вполне считался подготовительным циклом участвующих команд к чемпионатам и первенствам страны. Так же, данный турнир имел международный статус, так как при первом его розыгрыше среди 8 клубов Средней Азии и Казахстана, в турнире так же участвовала венгерская команда «Волан» (Венгрия), что дало новорожденному турниру право именоваться «Международным». Участники состязаний на предварительном этапе были распределены на две группы по четыре команды в каждой. И два лучших клубов из каждой подгруппы получали пропуск в полуфинал турнира. В финальной битве сошлись команда «Алга» (Фрунзе) и флагман таджикского футбола «Памир» (Душанбе). В ожесточенной борьбе, таджикские барсы одолев команду из Кыргызстана, стали первым победителем международно-республиканского турнира.
Знаменательным в истории турнира, стал 1981 год. По предложению Федерации футбола Таджикистана, в память ветерана таджикского футбола Рустама Долтабаева турниру был присвоен статус «Мемориал Рустама Долтабаева». Соответственно, после данных изменений, количество участников турнира начало расти год за годом и уже в нём так же изъявляли желания участвовать ведущие клубы Первой лиги СССР и Высшей лиги СССР. В 1987 году, умельцами Фарфорового завода города Турсун-Заде, специально для данного турнира была создана «Фарфоровая Ваза» в качестве переходящего кубка победителю «Мемориала Рустама Долтабаева». И первым обладателем новой награды стали футболисты легендарного душанбинского «Памира». Известные февральские события постигшие Таджикистан в 1990 году, имели отрицательные последствия и для футбола. Зимний турнир, посвященный памяти прославленного ветерана не был завершен до конца. И турнир временно прекратил свое существования.

## Все призёры турнира в период 1977 по 1989 года
| Сезон | Количество участников | Победитель                  | 2-е место                | 3-е место                |
| 1977  | 8                     | «Памир» (Душанбе)           | «Алга» (Фрунзе)          | «Кайрат» (Алма-Ата)      |
| 1978  | 11                    | «Ашхабат» (Ашхабат)         | «Памир» (Душанбе)        | «Уралмаш» (Свердловск)   |
| 1979  | 8                     | «Памир» (Душанбе)           | «Уралмаш» (Свердловск)   | «Памир» (Душанбе), дубль |
| 1980  | 10                    | «Памир» (Душанбе)           | «Уралмаш» (Свердловск)   | «Локомотив» (Челябинск)  |
| 1981  | 11                    | «Крылья Советов» (Куйбышев) | «Факел» (Тюмень)         | «Памир» (Душанбе)        |
| 1982  | 12                    | «Памир» (Душанбе)           | «Пахтакор» (Ташкент)     | «Навбахор» (Наманган)    |
| 1983  | 12                    | «Памир» (Душанбе)           | «Памир» (Душанбе), дубль | «Уралмаш» (Свердловск)   |
| 1984  | 8                     | «Памир» (Душанбе)           | «Автомобилист» (Термез)  | «Уралмаш» (Свердловск)   |
| 1985  | 12                    | «Памир» (Душанбе)           | «Пахтакор» (Ташкент)     | «Худжанд» (Ленинабад)    |
| 1986  | 16                    | «Памир» (Душанбе)           | «Динамо» (Самарканд)     | «Пахтакор» (Ташкент)     |
| 1987  | 13                    | «Памир» (Душанбе)           | «Сурхан» (Термез)        | «Вахш» (Курган-Тюбе)     |
| 1988  | 10                    | «Металлург» (Новокузнецк)   | «Памир» (Душанбе)        | «Слобода» (Югославия)    |
| 1989  | 11                    | «Вахш» (Курган-Тюбе)        | «Кайрат» (Алма-Ата)      | «Торпедо» (Курган)       |

## Возрождение и новый статус турнира
С целью возрождения и сохранения былых и славных традиций таджикского футбола, и увековечения имени первого таджикского футболиста, прославленного ветерана отечественного футбола, по инициативе и решению на тот момент новоизбранного президента Федерации футбола Таджикистана Рустами Эмомали, турниру был присвоен новый статус, Кубок Федерации футбола Таджикистана. И начиная с 2012 года, турнир проводится ежегодно в период с конца января по конец февраля, с участием команд первой и высшей лиг страны, как подготовительный сбор. Установлен призовой фонд в размере 30 000,00 Сомони, который распределяется между победителем, финалистом и командой занявшей третье место.

## Все призёры
| Сезон | Количество участников | Победитель                 | 2-е место                  | 3-е место                  |
| 2012  | 16                    | «Регар-ТадАЗ» (Турсунзаде) | «Хайр» (Вахдат)            |                            |
| 2013  | 16                    | «Хайр Вахдат» (Вахдат)     | «ЦСКА-Памир» (Душанбе)     |                            |
| 2014  | 16                    | «Истиклол» (Душанбе)       | «Хайр» (Вахдат)            |                            |
| 2015  | 16                    | «Истиклол» (Душанбе)       | «Хайр» (Вахдат)            | «ЦСКА-Памир» (Душанбе)     |
| 2016  | 16                    | «Регар-ТадАЗ» (Турсунзаде) | «Худжанд» (Худжанд)        | «Вахш» (Курган-Тюбе)       |
| 2017  | 16                    | «Истиклол» (Душанбе)       | «Регар-ТадАЗ» (Турсунзаде) | «Куктош» (Рудаки)          |
| 2018  | 16                    | «Истиклол» (Душанбе)       | «Регар-ТадАЗ» (Турсунзаде) | «Панджшер» (Балхи)         |
| 2019  | 16                    | «Истиклол» (Душанбе)       | «Куктош» (Рудаки)          | «Регар-ТадАЗ» (Турсунзаде) |
| 2020  | 16                    | «Куктош» (Рудаки)          | «Равшан» (Куляб)           | «Душанбе-83» (Душанбе)     |
| 2021  | 16                    | «Истиклол» (Душанбе)       | «Вахш» (Курган-Тюбе)       | «Регар-ТадАЗ» (Турсунзаде) |
| 2022  | 18                    | «Регар-ТадАЗ» (Турсунзаде) | «Хосилот» (Фархар)         | «Файзканд» (Восе)          |
| 2023  | 18                    | «ЦСКА» (Душанбе)           | «Регар-ТадАЗ» (Турсунзаде) | «Равшан» (Куляб)           |
| 2024  | 18                    | «Равшан» (Куляб)           | «Хосилот» (Фархар)         | «ЦСКА» (Душанбе)           |